# Gefängnis Schrassig

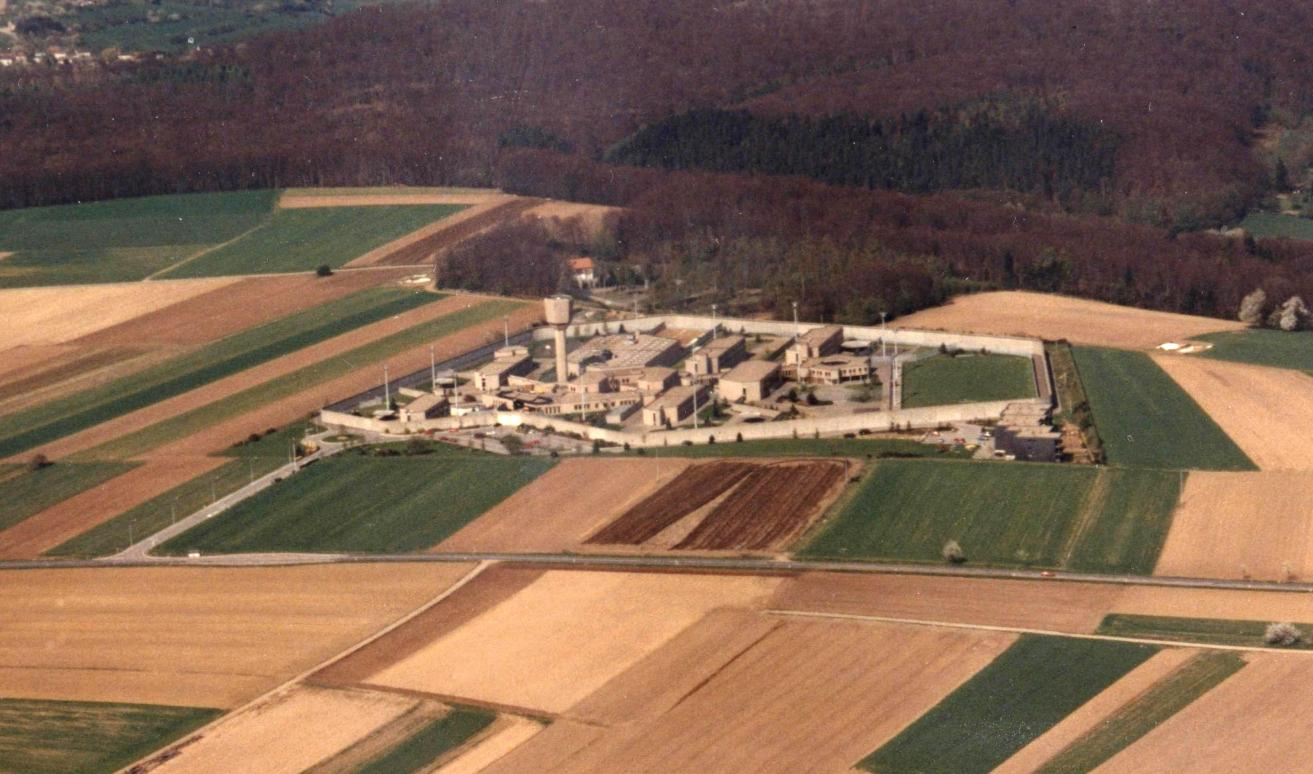
Ansicht des Gefängnisses 1992

Das Gefängnis Schrassig (im offiziellen Sprachgebrauch: Centre pénitentiaire de Schrassig) ist die einzige geschlossene Strafanstalt Luxemburgs. Es befindet sich nahe den Ortschaften Schrassig, Sandweiler und Oetringen auf dem Gebiet der Gemeinde Schüttringen.

## Geschichte
Das Gefängnis wurde 1984 nach sechsjähriger Bauzeit eröffnet. Es löste damit das Gefängnis im Luxemburger Stadtteil Grund ab. Es war bereits nach drei Jahren überbelegt. In den 1990er Jahren wurde die Anstalt umfassend erweitert, blieb aber überbelegt.
Das Schrassiger Gefängnis war ein Schauplatz im Film Back in Trouble (1997).
Aufgrund eines Gefängnisausbruch im Jahr 2007 wurden ein neuer Sicherheitszaun, ein Handy-Störsender und bessere Überwachungskameras genehmigt. Insgesamt kosteten die Maßnahmen 16 Millionen Euro.
Die Überbelegung des Gefängnisses ist ein häufig wiederkehrendes Thema in der luxemburgischen Presse. Wege dieser Überbelegung haben am 30. März 2018 die Häftlinge per Sitzstreik gegen „Überbelegung, Missachtung von Menschenrechten, schlechte Arbeitsbedingungen hinter Gittern und mangelnde Vorbereitung auf die Wiedereingliederung in die Gesellschaft“ protestiert. Um der Überbelegung entgegenzuwirken, wurde 2022 in Sassenheim ein weiteres Gefängnis für bis zu 400 Untersuchungshäftlinge in Betrieb genommen. Im Dezember 2022 wurden die ersten U-Häftlinge aus Schrassig in das neue Gefängnis Sassenheim überführt, insgesamt sollte die Umzugsaktion der 250 Untersuchungshäftlinge bis Mitte März 2023 dauern.

## Ausstattung
Die Justizvollzugsanstalt Schrasseg besteht aus 10 Arrestblöcken für 70 bis maximal 85 Gefangene. Jeder Block besteht aus einem Dutzend Zellen, einem Raum mit kleiner Küche und einer Waschküche mit sechs Duschen. Zwischen 12 und 17 Uhr sowie 18 und 21 Uhr sind die Zellentüren grundsätzlich geöffnet. Für jeden Block gibt es 3–4 Gefängniswärter. Den Gefangenen stehen bis zu 10 Stunden Besuch im Monat zu; Auch „Sexbesuche“ (für die es spezielle Räume gibt) sind für 2 Stunden im Monat möglich.

## Zahlen
| Jahr              | Anzahl Häftlinge | Anzahl Frauen | Beleg  |
| ----------------- | ---------------- | ------------- | ------ |
| März 2007         | 680              | 37            | [ 8 ]  |
| 1. September 2008 | 596              | 26            | [ 9 ]  |
| 2012              | 588              | 30            |        |
| 2018              | 575              | 32            | [ 10 ] |
| Juli 2023         | 334              |               | [ 7 ]  |
| 2024              | 284              |               | [ 11 ] |